# Agence d'informations générales, locales, économiques et sportives
L’Agence d’informations générales, locales, économiques et sportives (Aigles) est une agence de presse apparue dans les années 1960. Une dizaine d'années plus tard, en 1976, Robert Hersant s’est inspiré de ce précédent pour créer l’AGPI, qui devient alors, sous la présidence de Jean-Marie Balestre, l’agence centrale de son groupe de presse, pour concurrencer l'AFP.

## Histoire
L'Aigles a été créé conjointement en 1967 par Le Dauphiné libéré et Le Progrès de Lyon, sous la direction d’Alfred Delsart. Elle dessert d’autres titres du groupe de presse lyonnais, comme Dernière Heure lyonnaise, L’Espoir et Écho Liberté.
Dès sa création, Aigles reprend tous les journalistes des deux quotidiens, qui sont associés à la gestion sous la forme d’une société anonyme à participation ouvrière, regroupés à Saint-Étienne, Grenoble et Lyon-Chassieu, et revend les informations, photos et pages toutes faites, sous forme de contrat. Elle a signé aussi des « contrats avec l’AFP pour dix départements, ce qui a permis à cette dernière d’alléger son réseau de correspondants, tout en conservant ses bureaux ».
Peu après sa création, l'Aigles a très vite aussi des contrats avec les radios et avec la RTBF belge et diffuse deux bulletins mensuels Reportages Services et Vacances Services. Des pourparlers avec United Press International, pour créer une alliance du type de celle entre l’ACP et Reuters, échouèrent. « Les syndicats de journalistes s’inquiétèrent de voir les journalistes détachés de leurs titres, alors qu’ils engagent par leur signature leur responsabilité, parfois même leur tranquillité ».
La société a été radiée le 5 février 1997.